# Bucium (okręg Neamț)
Bucium – wieś w Rumunii, w okręgu Neamț, w gminie Valea Ursului. W 2011 roku liczyła 685 mieszkańców.